# Récif Ganges
Le récif Ganges (en anglais Ganges Reef, en philippin Palma, en vietnamien Đá Núi Trời, en mandarin Héng Jiāo (en sinogrammes 恆礁)), est un récif coralllien immergé au sud-ouest des îles Spratleys en mer de Chine méridionale,.

## Toponymie
En 1935, le nom publié par le Comité d'examen des cartes terrestres et maritimes de la république de Chine était Gànjīsī Jiāo (干機斯礁). En 1947, le nom publié par le Département des territoires du ministère de l'Intérieur de la république de Chine et le nom standard publié par le Comité chinois des noms géographiques en 1983 étaient tous deux Héng Jiāo (恆礁). La littérature occidentale le désigne généralement sous le nom Ganges Reef.

## Géographie
Le récif Ganges est situé au sud-ouest de la mer de Chine méridionale, à 163 milles marins au nord-ouest de l'île de Palawan, 220 milles marins au nord-ouest de l'île de Bornéo et 352 milles marins au à l'est-sud-est du Viêt Nam continental.
Il est situé à 13 milles marins au nord-ouest du récif Livock et à 19 milles marin à l'est du récif Eldad,.
Certains documents affirment que le récif n'existe pas réellement, et les dernières cartes marines britanniques et américaines ne le mentionnent pas. Les coordonnées parfois reprises sont en effet erronées. Toutefois, les données bathymétriques récentes reprisent par des sites comme Google Maps indiquent clairement la présence du récif Ganges sous la forme d'un atoll circulaire immergé d'environ 4,5 km de long pour 3,3 km de large au sommet d'un mont sous-marin. La profondeur précise du récif Ganges n'est pas connue.